# 消費税
消費税（、英: consumption tax）は、商品の販売やサービスの提供などの取引に対して課される租税である。日本における消費税は一般に付加価値税と呼ばれるものの一形態（消費型付加価値税（仕入控除方式））であり、本来の消費税という用語はさらに広い概念を指す。
付加価値税はフランスで1959年に初めて導入され、その後160カ国以上で導入された。OECD加盟国で付加価値税を導入していないのは、州ごとに税制が大きく異なり、売上税（sales Tax）と物品税（excise tax）が導入されているアメリカ合衆国のみである。州税と地方税の合計である売上税の税率は各州の市ごとに0%-10%と異なっている。
日本では1989年の消費税法制定で導入された。事業者が事業として対価を得て行う資産の譲渡、資産の貸付け及び役務の提供、商品の販売や運送、広告など、対価を得て行う国内の取引のほとんどは課税の対象となり、外国から製品を輸入する場合も課税される。
2012年時点でOECD諸国の平均では付加価値税は税収の約31%を占めており、これはGDPの6.6%に相当する。EUでは、加盟国には付加価値税の導入と共に標準税率を15%以上にすることが義務付けられている。

## 租税体系からの分類
租税体系からの分類方法の一つとして、所得課税（所得税、法人税）、資産課税（相続税、固定資産税）、そして消費課税に大別する方法がある。
この消費課税はさらに、消費した本人へ直接的に課税する直接消費税と、消費行為を行なったものが担税者であるものの、納税義務者ではない間接消費税に分類できる。前者の「直接消費税」にはゴルフ場利用税などが該当し、納税義務者が消費行為を行った者であって、物品またはサービスの提供者が「徴収納付義務者（地方税の場合は特別徴収義務者）」として課税主体に代わって徴収を行い、課税主体に納付することとなる。後者の「間接消費税」には酒税などが該当し、納税義務者は、物品の製造者、引取者または販売者、あるいはサービスの提供者であり、税目によって異なる。間接消費税はさらに課税対象とする物品・サービスの消費を特定のものに限定するかどうかに応じ、個別消費税と一般消費税に分類される。
一般消費税はさらに単段階課税（製造業者売上税、卸売売上税、小売売上税）と多段階課税に分類でき、この多段階課税は累積的取引高税と付加価値税とに分類され、これが日本の消費税法でいう狭義の消費税に相当する。
さらに付加価値税はGNP型、所得型、消費型に分類され、この消費型付加価値税が現在多くの国で導入されている付加価値税に相当する。さらに消費型付加価値税は前段階税額控除方式（EU）と仕入控除方式（日本）とに分類できる。前段階税額控除方式はEUなどのインボイス制度とも呼ばれ、カナダ、オーストラリアではGoods and Services Tax（GST、財貨サービス税）と呼ばれる。日本では2023年10月1日から適格請求書等保存方式（インボイス制度）が導入された。
日本でいう「消費税法に規定する消費税」と「地方税法に規定する地方消費税」は、消費税等として一般消費税に区分される。
| 租税体系における分類 - 所得課税（所得税、法人税） - 資産課税（相続税、固定資産税） - 消費課税 - 直接消費税 - 間接消費税 - 関税 - 個別消費税（Taxes on Specific goods and service） - 一般消費税（General Tax） - 単段階課税（製造業者売上税、卸売売上税、小売売上税） - 多段階課税 - 累積的取引高税 - 付加価値税 - GNP型付加価値税 - 所得型付加価値税（課税ベースに投資を含むので、狭義の消費課税ではない） - 消費型付加価値税 - 前段階税額控除方式（EU） - 仕入控除方式（日本）:日本の消費税法で規定される消費税 |

消費は所得の存在を前提として発生することから、消費に課税することによって所得税などで十分に把握できない所得に対して間接的に課税することになる。ただし、所得の中には貯蓄に回される部分があるために、所得の大小と消費の大小は必ずしも一致せず、消費者の消費性向が実際の消費税の負担に対して影響を与える。

## 一般消費税
一般消費税は、さらに以下に分類される。
- 単段階課税
  - 売上税 - たとえば小売売上税では、最終消費者への小売者のみが徴収納付義務者
- 多段階課税
  - 付加価値税（Value-Added Tax：VAT）、もしくは物品サービス税（Goods and Services Tax：GST）

かつての日本の経済学では一般売上税（general sales tax; GST）とも呼ばれていた税方式がモデルとなっている。一般売上税の課税方法として製造・卸売・小売の各段階のいずれか1段階で課税される単一段階課税と2つ以上の段階で課税される多段階課税がある。

OECD諸国における付加価値税（VAT）標準税率（2020年）

付加価値税（VAT）を採用する国
VATなし
VATあり

多段階課税を採用した場合、次の段階に税負担を転嫁させていく「ピラミッド効果」が発生し、それぞれ異なる商品に同じように課税をすることによって商品に対する税負担の格差が生じることになる。こうした問題点を解消するために、納税義務者はその売上げに係る消費税ではなく、差額に係る消費税を納税する方法が考え出された。これが今日の一般消費税（VAT）である。
一般消費税は付加価値の算定方法により所得型付加価値税と消費型付加価値税に分けることが出来る。前者は仕入計算時において資本財の控除は減価償却分しか認められないが、後者では資本財全額が控除の対象となり、消費部分のみが課税対象となる。
消費税と一般消費税は外見的には類似しているが、一般消費税には所得に対して課税する所得税や法人税などの直接税に対する批判に由来する代替的な要素も含まれている。所得に課税する場合には、納税者がそもそも正直な所得の申告をし正確な納付をしているかを把握するのに行政側のコストがかかり、公平性・水平性の点でも問題が多い。直接税に批判的な人々は「消費による支出を通じてより正確な所得が把握できる」という考えから一般消費税による代替を求める。
一般消費税が初めて導入されたのは1954年のフランスであるが、その前身は1917年に導入された「支払税（la taxe sur les paiements）」である。その後、1920年に「売上税（la taxe sur le chiffre d’affaires）」、1936年に「生産税（la taxe à la production）」と名称を変更しながら現在の形になっていった。その後、1967年にEC閣僚理事会においてフランスと同様の消費型付加価値税に基づく一般消費税を中心とした加盟国間の税制統一運動の推進が確認され、この方針に基づいて1968年に西ドイツが一般売上税を一般消費税に変更した。
これをきっかけに1969年にオランダ、1970年にルクセンブルク、1971年にベルギー、1973年にイギリス・イタリアと加盟国間において一般消費税への転換が進んだ。日本でも大平正芳内閣の時に導入を目指し、他の先進国の導入から10-20年後に議論の末に商品ごとに税額の異なる売上税から商品均一税率であるVAT型の消費税が1989年に竹下登内閣で導入されることになった。

## 個別消費税
個別消費税（Selected excise duties）は特定あるいは一群の財貨・サービスに対する課税である。課税の対象になる財貨・サービスは特定的で税率も統一されていない。税率は、量・重さ・強度・オクタン価・アルコール度数などが基準として使われている。
この方式で課税される対象としては3つの分類が考えられ、酒や煙草のような嗜好品に賦課する「嗜好品課税」、ガソリンのように応益原則・受益者負担の原則に基づいて特定の公共サービスを行うために関連した商品・サービスにかける「目的税」、その他の物を対象とした「奢侈品・娯楽用品・サービス課税」と呼ばれる奢侈品や日常生活で用いられてはいるが生活必需品とはいえない商品に課される。かつて日本に存在した物品税の多くがこれに含まれている。
個別消費税は、元は内国消費税（excise）として、16世紀末期にスペインからの独立戦争を継続していたオランダで軍費調達のために始められたと言われている。イングランドではこれを範として内国消費税を導入して財政難を克服しようとした。これに対するイングランド議会の反発が、清教徒革命へと発展するが、皮肉にも革命軍の軍事費を得るためにジョン・ピムやオリバー・クロムウェルが採用したのが内国消費税であった。
その後、王政復古期に王権と議会の対立の原因となっていた徴発権などの国王大権を国王が返上する代わりに内国消費税の半分を国王の生活のための供与金として認めることで合意が成立した。その後も財政難を理由として何度か内国消費税の引き上げが行われた。1733年に当時（初代）の首相ロバート・ウォルポールが地租の削減・廃止と関税の引き下げの代償に更なる内国消費税の大幅引き上げを図った。
これに対して政敵のボリングブルック子爵が噛み付き、民衆も生活苦から暴動を起こす騒ぎとなったためにウォルポールは提案を撤回した。これを「消費税危機」（excise crisis）という。産業革命以後には産業育成のために内国消費税を削減して関税に転嫁する方針が採用された。フランスではジャン=バティスト・コルベールが導入した塩の専売制に付随してかけられたガベル（gabelle）と飲料品税に由来するエード（aides）が知られ、絶対王政期のフランス財政を支えた。ドイツでも17世紀後半以後盛んに導入されたが、余りの高率に国民生活の不安定と国家財政の極度の個別消費税依存を招きフェルディナント・ラッサールから厳しい批判を浴びた。
この他アメリカでも独立戦争時にイギリスを真似て個別消費税を導入したが、1794年にウィスキー税に反対するウィスキー反乱が発生してジョージ・ワシントン政権を揺るがした。
日本では、江戸時代以前の運上・冥加が一種の個別消費税に相当するが、近代的な税制は明治維新以後に各種の間接税が導入されて以後である。特に酒税は一時は歳入中最大の割合を占めるほどになった。戦後になってシャウプ勧告と消費税法施行に伴って2度にわたって間接税の整理が行われる。

## 総合消費税
総合消費税（general expenditure tax）は、イギリスの経済学者ニコラス・カルドアが提唱した方法で、spendings tax（支出税）とも呼ばれる。個々の消費者がその年度内に発生した財貨・サービス支出を税務署に自己申告をおこない、累進課税にもとづく税額の算定にもとづいて納付する。元は所得税を補完する税法として考案され、キャピタル・ゲインなどの所得からも支出に対する課税の形で税を徴収でき、かつ預貯金とその金利は支出に相当せずに課税されないために節約と貯蓄奨励にもなるとされ、インドなどで一時導入が検討された。
だが、全ての人が正確な納付をおこなうためには、各個人が自己の支出に関する正確な記録を作成して、収入・支出・貯蓄に関するバランス・シートを作成しなければならないことから、本格的に導入した国は存在しなかった。また、税務署が全居住者の収入・支出・貯蓄情報を把握する必要があるため、事務の煩雑さから実施が困難であると言える。

## OECD加盟国ごとの消費税率・歳入に占める割合
OECD各国平均の
税収構造（2014年） 
一般消費税による税収の全税収における割合はOECD加盟国平均で20.2%であり、一般消費税による税収の対GDP比はOECD加盟国平均で6.7%である（2022年）。OECD加盟国の中で欧州連合に属する国家は、標準税率を15%以上にすることが義務づけられている。

### OECD諸国における消費税

OECD諸国の一般消費税収（GDP比）

|                  | VAT税率(%) | GDPに占める VAT税収比(%) | 全税収に占める VAT比率(%) |
| ---------------- | ---------- | ------------------------ | ------------------------- |
| 米国             | 0          | 0                        | 0                         |
| カナダ           | 5          | 4.5                      | 13.2                      |
| チェコ           | 7.7        | 3.1                      | 11.3                      |
| 豪州             | 10         | 3.5                      | 12.4                      |
| 日本             | 10         | 4.9                      | 14.9                      |
| 韓国             | 10         | 4.2                      | 15.1                      |
| コスタリカ       | 13         | 4.5                      | 19.7                      |
| ニュージーランド | 15         | 10.4                     | 30.6                      |
| メキシコ         | 16         | 4.2                      | 23.8                      |
| イスラエル       | 17         | 7.1                      | 23.9                      |
| ルクセンブルク   | 17         | 5.7                      | 14.9                      |
| トルコ           | 18         | 4.6                      | 19.2                      |
| チリ             | 19         | 8                        | 41.1                      |
| コロンビア       | 19         | 5.4                      | 28.7                      |
| ドイツ           | 19         | 6.5                      | 17.2                      |
| OECD平均         | 19.2       | 6.7                      | 20.2                      |
| オーストリア     | 20         | 7.4                      | 17.6                      |
| エストニア       | 20         | 8.9                      | 26.7                      |
| フランス         | 20         | 7                        | 15.4                      |
| 英国             | 20         | 6.5                      | 20.1                      |
| スロバキア       | 20         | 7.4                      | 21                        |
| ベルギー         | 21         | 6.4                      | 15                        |
| チェコ           | 21         | 7.4                      | 21.3                      |
| スペイン         | 21         | 6.3                      | 17.1                      |
| リトアニア       | 21         | 7.9                      | 25.6                      |
| ラトビア         | 21         | 8.7                      | 27.5                      |
| オランダ         | 21         | 7.4                      | 18.5                      |
| イタリア         | 22         | 6                        | 14.1                      |
| スロベニア       | 22         | 7.5                      | 20.2                      |
| アイルランド     | 23         | 3.4                      | 17.2                      |
| ポーランド       | 23         | 7.8                      | 22.4                      |
| ポルトガル       | 23         | 8.4                      | 23.8                      |
| フィンランド     | 24         | 9.2                      | 22.1                      |
| ギリシャ         | 24         | 7.8                      | 20.1                      |
| イスラエル       | 24         | 8                        | 22                        |
| デンマーク       | 25         | 9.8                      | 20.8                      |
| ノルウェー       | 25         | 9.1                      | 23.6                      |
| スウェーデン     | 25         | 9.2                      | 21.6                      |
| ハンガリー       | 27         | 9.8                      | 27.1                      |

## 各国の制度

### 略年表
- 1954年 - 前年にフランス大蔵省の官僚モーリス・ローレが考案し、世界で最初に旧付加価値税制度を導入[15][注 2][4]
- 1967年 - デンマークで導入[15]。EC閣僚理事会において、フランスのような一般消費税を中心とした加盟国間で税制統一を推進することを加盟各国が確認[4]
- 1968年1月 - 現行の付加価値税の形で（西）ドイツで10%、フランスで20%で導入[15][4][16][注 3][17]
- 1969年 - スウェーデンとオランダで導入[15]
- 1973年 - イギリスとイタリア、オーストリアで導入[15]
- 1977年 - 韓国で導入[15]
- 1986年 - ニュージーランドで導入[15]
- 1989年 - 日本で消費税導入[15]
- 1991年 - カナダで導入[15]
- 1993年 - 1992年のEC（欧州共同体）指令改正により、1993年以降は欧州連合（EU）加盟国は標準税率15%以上が義務化[15]

### 欧州連合（EU）
EUでは、EU域外への輸出とEU域内非課税納品などに対して付加価値税を非課税としている。加盟国以外の国の事業者かつ現地で売り上げがないケースで、付加価値税を負担した際には還付申請することで税額還付される。

### ニュージーランド
1986年にニュージーランド労働党のデビッド・ロンギ政権で、従来の卸売売上税による税制度の歪みの是正、個人所得税に極端に依存した税体系の是正、社会保障給付の増加と保護主義的経済政策で膨張した財政赤字の削減を目的として、物品サービス税として10%の付加価値税が導入された。これは1989年に12.5%へ引き上げられている。篠原正博は、ニュージーランドの消費税制度は課税ベースが広く、経済活動に対して中⽴的な税制として国際的に⾼く評価されているとしている。
1999年にニュージーランド政府は最小のコストで安定した税収を得るためには、課税ベースの拡大と単一かつ定率の消費税が望ましいという方針を再確認している。1986年の軽減税率無しの10%の消費税導入に国民の反発はなかった。背景として、ニュージーランドでは社会保障費の制度を中負担中福祉にすることや低所得者への対応を消費税による税収から後で再分配する方が小売店も役所の負担が軽減されて効率的との政府の方針を国民が受け入れたためであるとされる。
2006年における付加価値税収の総税収に占める割合は24.4%である。
2021年の税率は所得税10.5％-39.0%、法人税28%（内資・外資同一税率）、消費税15%（単一税率）である。軽減税率を導入せずに消費税の税率が全て一律なため、C効率性は世界で最も高い96.4%となっている。

### デンマーク
1967年に福祉国家建設のための公的部門への需要増加に対応して、より広く安定した課税ベースを確立することを目的にデンマーク社会民主党によって単一税率10%で導入された。1970年代に20.25%台にまで引き上げられた後に、1992年から現行の25%になった。
軽減税率については歳入への影響や、徴収の効率化、軽減税率の適用対象品目の峻別が困難であることや、税の歪みの抑制などを理由として導入されなかった。背景としては、軽減税率は高所得者ほど負担軽減額が大きくなる傾向や、軽減税率による財政負担により、逆進性の対応としては一律で税金を徴収したのちに社会保障給付で再分配を行う方が効率的であるという考え方もあったとされる。唯一、例外的に新聞に対してゼロ税率が適用されている。
総税収に占める割合は2006年で21.3%である。デンマークでは総税収に占める個人所得税負担の割合が51.3%と突出している。
C効率性は、消費税率25%（6%の軽減税率あり）であるスウェーデンの47.3%を上回る51.6％である。スウェーデンのC効率性がデンマークよりも低い理由には、 軽減税率に加え、消費者を顧客とする小売・サービス業で発生しやすい脱税や電子商取引の発達、税率の低い隣国での国境を越えた租税回避がある。

### アメリカ合衆国
アメリカ合衆国では、連邦政府によるVATにあたる税金はないが、業者間取引には課されず、最終的な消費者のみに課される売上税（Sales Tax、小売売上税）が州ごとに設定されている。売上税は、1932年にミシシッピ州で初めて導入された。州税と地方税の合計である売上税の税率は各州の市ごとに0%-10%と異なっている。　
2024年時点において、50の州のうち、5つの州において、州ごとの売上税が課せられない。州ごとの売上税（State Sales Tax）がないのは、アラスカ州・デラウェア州・モンタナ州・ニューハンプシャー州・オレゴン州である。
アメリカ合衆国議会では何十年にもわたって、VATの導入について議論が持たれてきたが、法人税・所得税に代表される直接税に比べて、消費税・付加価値税など間接税が優れているとは見なせないという理由で、国全体での採用は見送りとなっている（アメリカの国税における直間比率は9対1）。
VATの場合は特に、輸出に還付金が渡され輸入には課税される点、法人税引き下げとセットにされやすい点など、議論の焦点となってきたことが、アメリカの公文書に多く残っている。

### イタリア
イタリアでは1973年に12%で導入された。1997年には20%にまで増税された。欧州危機不況で社会保障費支出は増大して、財政赤字が増加していた。そのため。2011年9月にイタリアのシルヴィオ・ベルルスコーニ政権が付加価値税（VAT）の税率を20%から1%引き上げたが、同税の受取額は減少し、4月末までの1年間の徴収額は2006年以降で最低に落ち込んだ。「歳出を減らす方がはるかに良い」と提言された。2013年には22%に増税された。2016年予算安定化法案で2017年1月から24%への増税が定められていたが、2017年予算法で増税時期は先送りされ、2018年1月に引き上げ実施予定になった。軽減税率は4%と10%の二つがあることもあり、C効率性は38.2%である。

### 中華人民共和国
中華人民共和国において付加価値税（VAT）は「増値税」と呼ばれている。増値税は1984年に17%で導入された。現在では納税人と商品に対し、それぞれ違う税率が適用される（例えば、農産物や自己販売の中古品は免税、現代サービス業納税人には6%、図書・ガスには9%、一般の製品には13%）。なお、中国では値段はほぼ全部税込価格である。増値税が中国の総税収の60%以上を占めている。

### スウェーデン
スウェーデンでは、一般消費税が25%である一方で、軽減税率が広く認められており、食料品は12％、文化事業は6％、医療サービスや福祉サービスは0％となっている。スウェーデン社会研究所代表理事の鈴木賢志は、スウェーデンでは教育費が無料であることを挙げ、高い経済力をつけることによる高税収と、それによる高福祉サービスの供給という循環型の社会モデルは北欧の経済と個人を豊かにしているとしている。スウェーデンの総税収に占める消費税の割合は24%である。

## 日本の制度
日本の一般政府歳入（%, 2019年）
日本における消費税は、諸外国の付加価値税（value-added tax、VAT）に相当する税制度である。日本の消費税は国外取引においては、輸出国側で非課税（申請還付）であり、輸入国側の税制度で課税される。
2020年度において、消費税21.0兆円、所得税19.2兆円、法人税11.2兆円と、歳入の租税及印紙収入において消費税が最大の歳入になっている。日本の付加価値税はOECD諸国中で3番目に低く、平均19%の約半分である。C効率性は2006年時点で65.3%である。

### 歴史

#### 制度の導入
日本では1989年（平成元年）4月1日に初めて3%の消費税が導入された。この消費税導入に伴う間接税の整理によって、パチンコ場等などの娯楽施設を対象とした地方税の娯楽施設利用税・トランプ類税・物品税等などの間接税が廃止され、酒税やたばこ消費税などが改定された。
ファイナンシャル・プランナーの高橋成壽は、消費税は少子高齢化に伴い税収を安定化させるために導入されたものだと言っても過言ではないとし、不景気時には個人所得の減少により所得税収が減収することから、消費税は景気や経済情勢に左右されない内需型の課税として考え出されたものだとしている。
経済成長期やバブル景気末期より前に消費税を導入出来なかったことが、日本における財政赤字の拡大の一因ともされる

#### 1994年の国民福祉税導入論議と5%への引き上げ
1994年2月3日、新生党、新党さきがけ、日本新党、日本社会党など8党連立による細川内閣の細川護煕は、所得税、住民税など6兆円の減税を実施し、その財源として消費税を廃止して7%の国民福祉税を創設する構想を発表した。細川の日本新党は赤字国債を発行しないことを公約の一つとしていた。国民福祉税は消費税の看板の掛け直しとも言われ、実質的な消費税増税と捉えられた。発表は政権与党内での合意なく行われたとされ、突然の発表に1993年の衆院選で消費税の廃止を公約として掲げていた日本社会党、増税は容認できないとする連合などの強い反対を受け、説明を受けていなかったさきがけの武村正義は「過ちを改めるにしくはなし」と言うに及んだ。会見で数字の根拠を問われた細川首相が「腰だめ（大体）の数字」だと明確な回答ができなかったこともあり、構想は一晩のうちに撤回されることとなった。
国民福祉税構想を実質的に主導したのは当時新生党代表幹事であった小沢一郎と大蔵省事務次官の斎藤次郎であったとされるが、細川内閣の首相補佐官であった成田憲彦は、小沢は「首謀者」ではないとし、小沢が大蔵省に頼まれた一方で、調整ができていなかったものとしている。
消費税はその後、9月に村山内閣によって5%へと引き上げる方針が決定され、11月に改正法案が成立、3年後の1997年に施行された。1994年に村山内閣は不景気対策として5兆5000億円の所得減税を行なっており、消費税の増税はこれとセットで行われた。政治学者の上川龍之進は、国民福祉税に反対だった武村や村山も、財源を無視して減税を継続することはできなかったものだとしている。
村山内閣は、所得減税を中間層に対する減税だとした。一方で、所得減税は累進性を緩和する形で行われており、日本共産党の志位和夫は10月11日の国会答弁において、所得減税と消費増税を合わせると年収800万円以上の世帯に対しては減税になる一方で、人口の9割を占める700万円以下の世帯に対しては増税になることを指摘し、これは中堅減税ではないと批判している。

#### 民主党政権下における消費税引き上げ論議
2010年6月、鳩山内閣の退陣を受け発足した菅直人内閣の菅直人首相は、7月に参議院選の公約記者会見で消費税の税率を10%へと引き上げることについて言及、これを「公約と受け止めていただいて結構だ」とした。民主党は、2009年衆議院総選挙の公約として消費税を4年間引き上げないことを掲げており、消費増税に反対する小沢一郎はこれを公然と批判した。消費増税の凍結は小沢の意向で公約に盛り込まれたものとされ、消費増税の推進は脱小沢色を明確にしたものと捉えられた。首相の発言を受け内閣支持率は急落し、これに対して菅は選挙戦中で低所得者に対する全額還付などを打ち出したものの、発言のブレが批判されることとなった。
民主党は直後の2010年参議院議員選挙にて敗北し、敗因の一つは消費増税発言と菅の発言のブレであるともされた。一方、消費増税への世論の賛否自体は拮抗していたことから、敗因はそれまでの政権運営の迷走に対する批判が大きいとする評価もある。2023年に菅直人は、自らの発言について判断ミスであったとした。その後、9月には菅は民主党代表選挙で小沢に勝利し、内閣支持率は発足時を超え最高を記録、菅は財務大臣時代から消費増税には積極的であり、のちに民主党の2010年度活動報告案からは参院選の敗因として消費増税発言を挙げていた部分が削除されている。
日本共産党は、参院選で民主党、自民党が掲げた法人税の減税について、消費増税とセットになっていたとしてこれを問題視し、消費増増税の目的は財政再建でも社会保障再建でもなく、大企業減税であると批判した。法人税減税には海外企業の誘致を進め企業の競争力を引き上げる狙いがあるとされた一方で、2025年現在、企業の内部留保を積み上げただけなのではないかという批判もある。
2011年9月には菅内閣が退陣し、消費増税の論議は野田内閣へと引き継がれた。翌2012年の6月15日、民主党は自民党、公明党と消費税を10%へと引き上げるとする関連法案の修正に合意、26日に法案は衆議院を通過した。これを受け、小沢は支持グループ50人と共に民主党を離党、国民の生活が第一を結党した。

#### 8%、10%への税率引き上げ
2014年4月1日、安倍内閣下において消費税率は5%から8%に引き上げられた。消費税率の引き上げは個人消費の停滞を招き、実質GDPは2四半期連続でマイナス成長となった。みずほ総研は特に低所得者層の回復の動きが鈍いとし、背景には物価上昇のペースが賃金上昇のペースを上回っていることがあるとした。ブルームバーグは、日本が消費税率の8%への引き上げで景気後退を招いたことについて、引き上げ率の引き上げ前からの割合が6割に相当したことを挙げ、「心理的には一大事だ」とした国際エコノミストのジュリアン・ジェソップの発言を取り上げ、これを過大かつ性急であったとしている。
2017年9月28日、安倍内閣は消費税の10%への引き上げによる増収分の使途を変更し、これまで消費税の引き上げによる増収分は主に「借金の返済」に充てられていたものを、教育無償化などの少子化対策へと使い道を変更するとして、衆議院を解散した。これは、従来のルールでは増収分のうち2割ほどを追加の社会保障関連施策、残りの8割ほどを既存の社会保障関連施策の財源として、その分財政赤字が削減されるとされていたものについて、後者のうち半分程度を少子化対策へ回すというものであった。
自民党は2017年の衆議院議員総選挙で勝利し、2年後の第198回国会における施政方針演説では改めて増収分のうち二兆円規模を教育無償化など子育て世代に振り向ける方針が表明された。
みずほ総研は、増収分の使途の変更によって2020年度までにプライマリー・バランスを黒字化するという政府目標の達成はさらに困難になるとした。一方で、安倍首相は財政再建の旗は下ろさず、プライマリー・バランス黒字化の目標は堅持するとした。
2019年10月には消費税率は8%から10%へと引き上げられ、同時に8%の軽減税率が導入された。
2023年に野田佳彦は、所得が低い人々への対応としては軽減税率でなく、給付付き税額控除が望ましいと述べており、民主党が政権を手放したことにより所得が低い人々への対応として軽減税率が選ばれ、その財源の穴埋めの一つとしてインボイス制度が導入されることになったとして、自身が首相であった内に決め切ればよかったと述べている。

#### 2021年衆院選以降の減税議論
2021年の衆議院議員選挙において、立憲民主党、日本共産党、社会民主党、れいわ新選組の野党4党は市民連合を介した政策協定を結び、消費税の5%への時限的な減税を公約として掲げた。一方、当時立憲民主党党首であった枝野幸男は、立憲民主党が社会保障の充実を主張していたことに触れ、有権者を混乱させてしまったとして衆院選において消費税減税を掲げたことは間違いであったと2022年に振り返っている。
2024年8月25日に枝野は消費税減税を改めて否定し、来たる党代表選に勝利すれば衆議院総選挙を通じてポピュリズムと戦うと語った。同年9月の党代表選挙では野田佳彦が当選したが、野田も「将来的にベーシックサービスを実現する財源として消費税が位置付けられるべきだ」として、安易な減税をするのではなく、現状維持をすることが基本だとした。立憲民主党は2025年参院選の公約として、食料品の消費税を1年間にわたってゼロにした上で、中低所得層を対象とした給付付き税額控除へと移行するとする方針を発表している。　　

### 用途
2012年法改正（社会保障と税の一体改革）において、税の用途は社会保障と少子化対策と規定されている。財務省は、消費税が社会保障の財源とされる理由として、他税との比較において、現役世代といった特定の世代にのみ負担が集中しない点、税収が景気などの変化に左右されにくい点、経済活動に中立的である点から適しているためであるとしている。
安倍晋三は、2017年の衆議院総選挙において、消費税の引き上げ分は「借金（国債）の返済」に充てられていたとした。一方で、以上の通り、消費税の用途は2017年時点で社会保障と少子化対策と定められており、年金特例公債の償還分を除いて、借金の返済に充てられていたわけではない。そのため、みずほ総研は安倍の「借金の返済」という表現について、「財政赤字の削減」と表現する方が適切だと指摘している

### 評価
2018年にOECD事務総長のアンヘル・グリアは、財政再建のためには将来的に消費税率を19%程度まで引き上げる必要があるという考えを示している。2019年のOECDによる対日経済審査報告書は、プライマリー・バランスの黒字化のためには、消費税率の最大26%への引き上げが必要だとしている。
政治学者の木寺元は日本の付加価値税率がOECD平均を下回っていることについて、大蔵省主計局がシャウプ勧告によって植え付けられた「所得税中心主義」を、付加価値税が世界に広がった後も守り続けたことや、歴代政権が一般消費税導入と税率引き上げを目指す度に選挙に負け続けたために「相当な覚悟がないと消費税には手を出せないという空気が政界では支配的となった」ことが原因であるとしている。